# Alexandre Blain
Pour les articles homonymes, voir Blain (homonymie).
Alexandre Blain, né le 7 mars 1981 à Nice, est un coureur cycliste français. Passé professionnel chez Cofidis en 2008, il porte ensuite les couleurs des équipes continentales Endura Racing, Raleigh, Marseille 13 KTM et Madison Genesis entre 2010 à 2017. Son palmarès comprend notamment une victoire au Tour de Normandie ainsi que plusieurs succès glanés en Grande-Bretagne dont celui obtenu en 2012 lors de la East Midlands International Cicle Classic.

## Biographie
Alexandre Blain commence sa carrière professionnelle en 2008 dans les rangs de l'équipe continentale professionnelle Cofidis après avoir passé sa carrière amateur au sein de l'AVC Aix-en-Provence. 
En 2010, il gagne l'Angleterre et signe un contrat avec la formation Endura Racing. Il devient à cette occasion le premier coureur français à remporter une épreuve des Tour Séries en s'imposant lors de la cinquième manche de l'édition 2010 organisée à Southport.
Non conservé par ses dirigeants à l'issue de la saison cycliste 2012, il court au sein de l'équipe continentale Raleigh pendant deux ans. Il gagne sous ses nouvelles couleurs la East Midlands International Cicle Classic en 2012 et finit second du classement général du Tour de Normandie après avoir remporté la troisième étape de l'épreuve en 2013.
Au mois de septembre 2014, le site Internet du quotidien La Provence annonce le retour en France d'Alexandre Blain et son arrivée dans les rangs de l'équipe Marseille 13 KTM. Il doit normalement y tenir un rôle de capitaine de route et d'équipier, devant notamment épauler Benjamin Giraud dans les sprints. Son rêve est de disputer Paris-Roubaix et le Tour de France avec l'équipe provençale.
En 2015, il passe en début de saison près d'une victoire d'étape sur l’Étoile de Bessèges, terminant deuxième de la deuxième étape. Il remporte le contre-la-montre par équipes du premier tronçon de la troisième étape du Circuit des Ardennes international, duquel il finit quatrième du classement général. À sa grande déception, son contrat n'est pas prolongé en fin de saison, il espère alors rebondir en Angleterre et s'engage pour un an avec l'équipe continentale Madison Genesis,.
Non conservé par ses dirigeants à l'issue de la saison 2017, il rentre en France et signe un contrat avec le Team Cycliste Azuréen. 
Il pratique par la suite le triathlon. En 2019, il devient champion d’Europe de duathlon dans la catégorie d'âge 35-39 ans et se classe 12e de l'Ironman de Nice.

## Palmarès sur route

### Par année
| - 2002 - 4e étape du Tour de Corse - 2003 - 2e du championnat de Provence du contre-la-montre espoirs - 2005 - 4e étape du Tour de Lérida - 2006 - Prologue des Cinq Jours des As-en-Provence - 2007 - 4e étape de la Ronde de l'Oise - Boucles catalanes - Classement général du Tour du Loir-et-Cher - 2e étape du Tour de Gironde - Grand Prix de Charvieu-Chavagneux - 2e des Boucles du Tarn - 2010 - 5e manche du Halfords Tour Series à Southport | - 2011 - Tour de Normandie : - Classement général - 7e étape - 1re étape du Tour de République tchèque (contre-la-montre par équipes) - 3e du Tallinn-Tartu GP - 2012 - East Midlands International Cicle Classic - 3e de la Beverbeek Classic - 3e de la Mi-août en Bretagne - 2013 - 3e étape du Tour de Normandie - 2e du Tour de Normandie - 2015 - 3ea étape du Circuit des Ardennes international (contre-la-montre par équipes) - 2018 - Grand Prix de Nice |

### Classements mondiaux
| Année           | 2005 | 2006 | 2007 | 2008 | 2009 | 2010   | 2011 | 2012 | 2013 | 2014 | 2015 |
| --------------- | ---- | ---- | ---- | ---- | ---- | ------ | ---- | ---- | ---- | ---- | ---- |
| UCI Europe Tour | 940e |      | 220e |      |      | 1 064e | 94e  | 128e | 316e | nc   | 413e |

## Palmarès sur piste

### Championnats de France
- 2006
  - 2e de la course aux points
- 2012
  - 2e de la course aux points